# エジプト逃避途上の休息のある風景 (レンブラント)
『エジプト逃避途上の休息のある風景』（エジプトとうひとじょうのきゅうそくのあるふうけい、英: Landscape with the Rest on the Flight into Egypt）、または『エジプト逃避途上の休息のある夜景』（エジプトとうひとじょうのきゅうそくのあるやけい、蘭: Nachtlandschap met de rust op de vlucht naar Egypte、英: Nocturnal Landscape with the Rest on the Flight into Egypt）は、オランダ絵画黄金時代の巨匠レンブラント・ファン・レインが1647年に板上に油彩で制作した絵画である。画面下部左側に「Rembrandt f. 1647」という画家の署名と制作年が記されている。作品は1883年に購入されて以来、ダブリンにあるアイルランド国立美術館に所蔵されている。

## 作品
この絵画の主題は、『旧約聖書』中の「マタイによる福音書」(2章13-14) から採られている。誕生したばかりのイエス・キリストの養父聖ヨセフは、天使からお告げを受けた。それは、ヘロデ大王が「ユダヤ人の王」となる新生児の脅威から自身を守るためにすべての初子 (ういご) を殺そうとしているというものであった。ヨセフは、聖母マリア、イエスとともにローマ帝国領となっていたエジプトへ逃げよという天使の指示に従った。
エジプト逃避という主題は中世から人気のあるものであったが、聖家族が逃避行に出てからの詳細は福音書に記述されていないので、レンブラントに大きな選択の可能性を与えた。本作は本質的に風景画である。主題が占める空間はわずかで、レンブラントは人物群たちを取り巻く風景に注意を向けており、いくつかの光源に照らされた魅惑的な夜の丘陵の風景を描いている。そのため、本作はレンブラントの9点の風景画の1つとして分類されており、唯一の夜景図でもある。

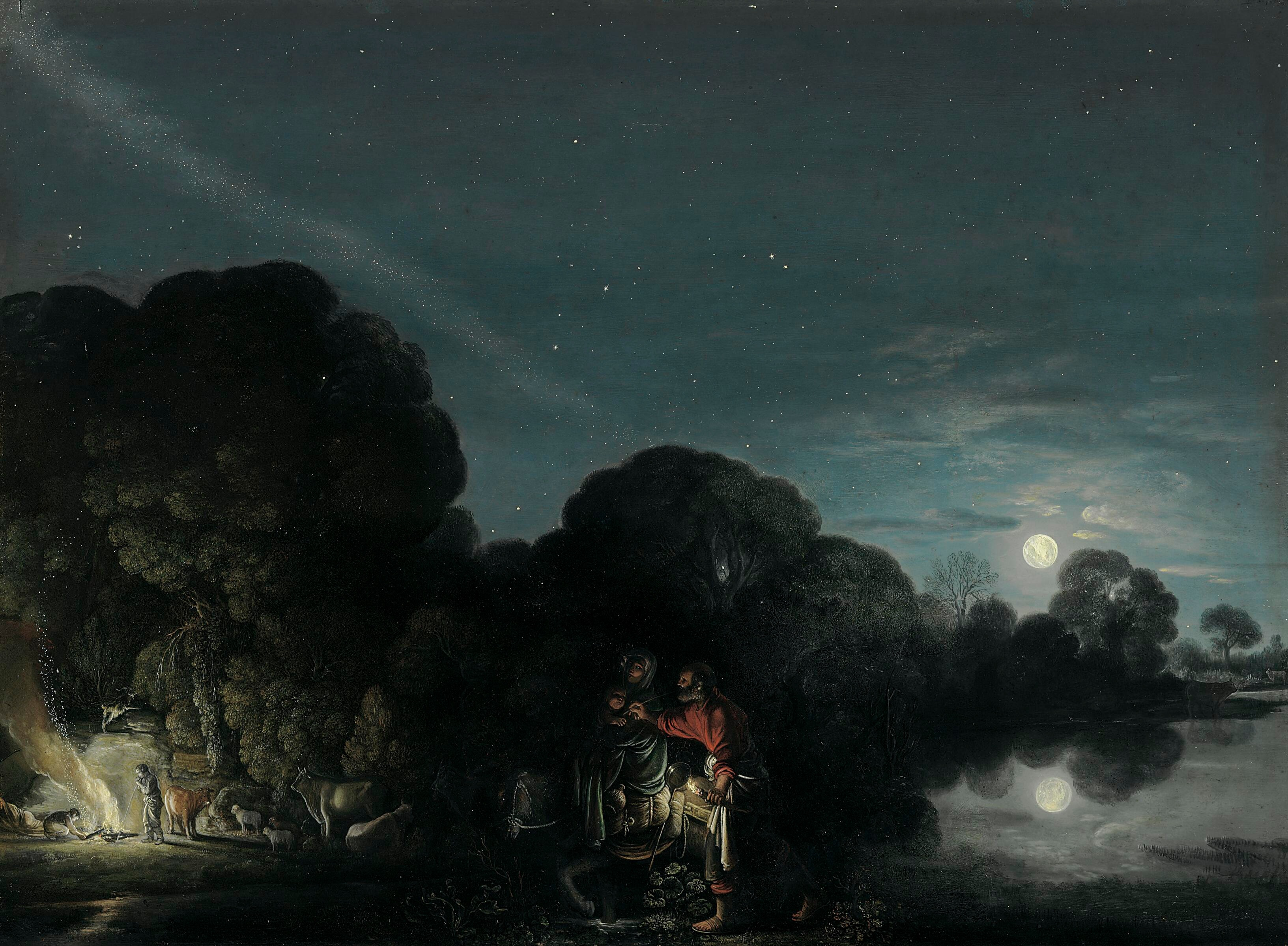
アダム・エルスハイマー『エジプトへの逃避』 (1645年)、アルテ・ピナコテーク、ミュンヘン

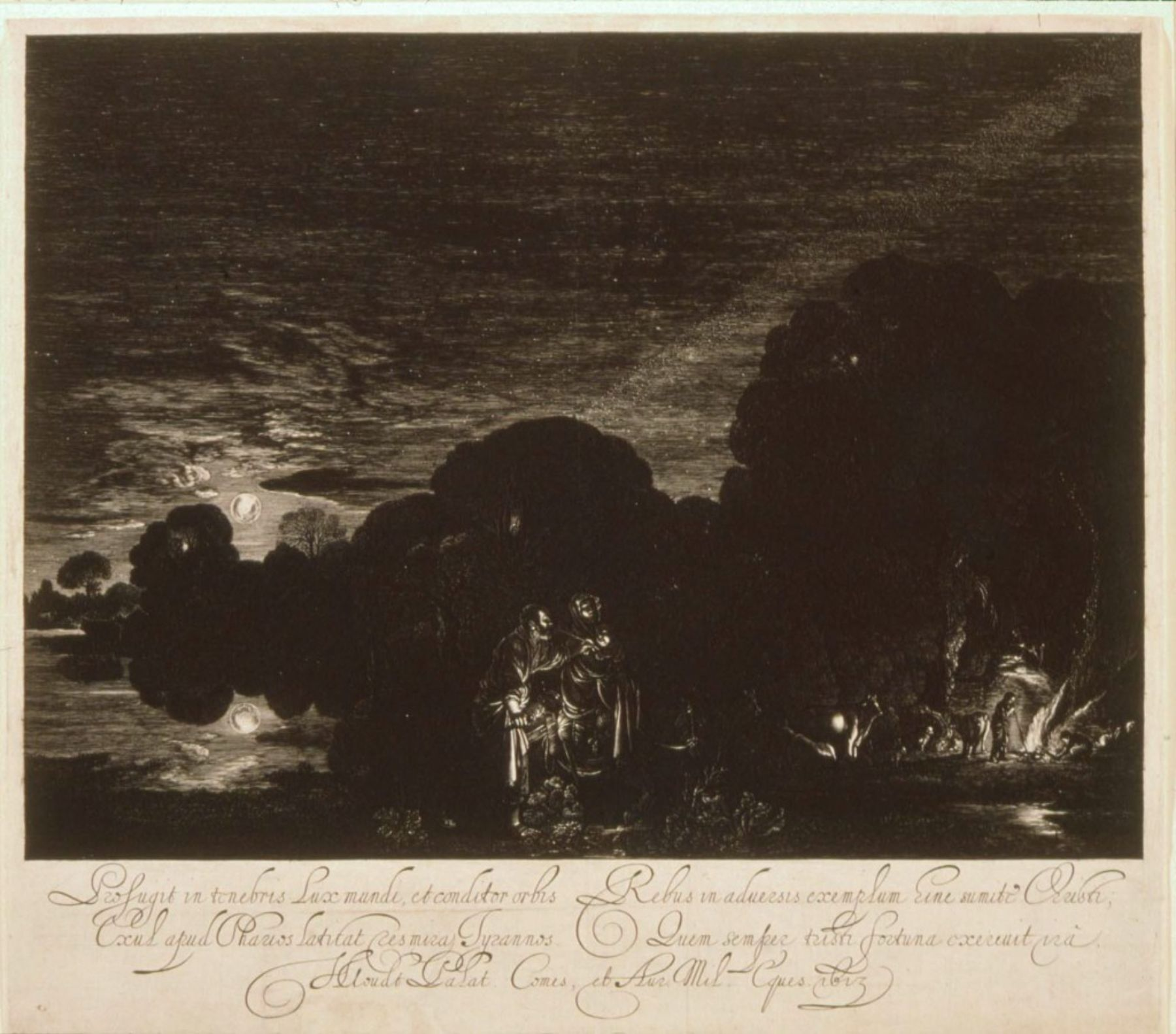
エルスハイマーにもとづくヘンドリック・ホウトの銅版画『エジプトへの逃避』 (1613年)、ボストン美術館

主人公たちを劇的な光に照らされた風景の中に小さく描くのは、ドイツの画家アダム・エルスハイマーの様式を継承したものである。銅板に描かれたエルスハイマーの『エジプトへの逃避』 (アルテ・ピナコテーク、ミュンヘン) の夜景も昇る満月に加えて焚火とカンテラを光源とし、川面の反映も伴っている。空には、銀河やいくつかの星がきらめている。
レンブラントは、エルスハイマーの絵画をヘンドリック・ホウトによる複製銅版画を通して知っていたのであろう。ハウトの版画には、「世の光が暗黒のなかに逃避する」という銘文があり、光景の明るさを説明している。レンブラントの本作における緊張感は、危険にさらされていながらも揺るぎがない、という現世におけるイエス・キリストの位置の巧みな比喩となっている。